# أسل قطبي شمالي
أسل قطبي شمالي (الاسم العلمي: Juncus arcticus) نوع نباتي يتبع جنس الأسل وينتمي إلى الفصيلة الأسلية.